# Igreja Matriz de Casével
A Igreja Matriz de Casével, igualmente conhecida como Igreja de São João Baptista, é um edifício religioso na vila de Casével, no Município de Castro Verde, em Portugal.

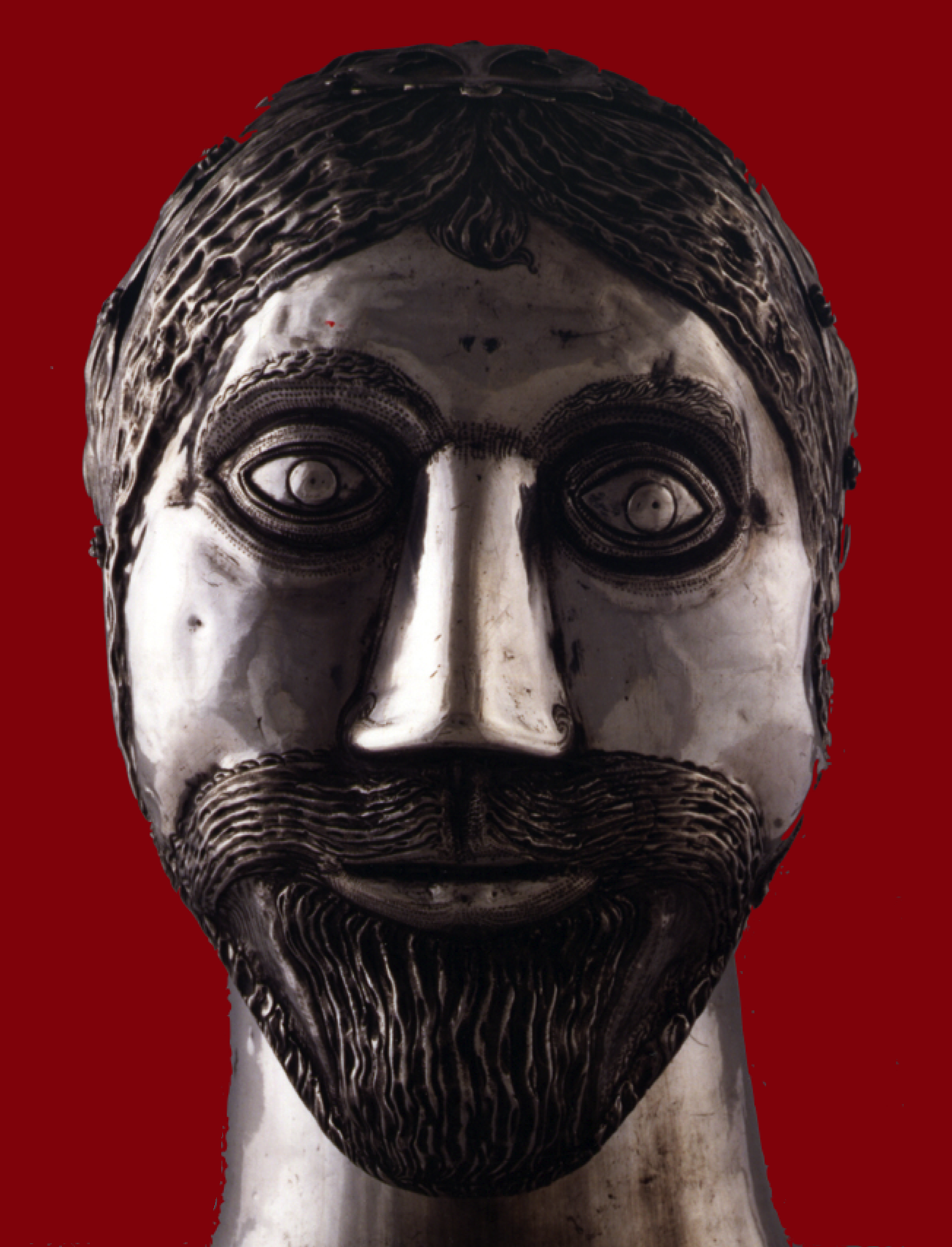
Cabeça-Relicário de São Fabião, originalmente conservada nesta igreja.

## Descrição
A igreja tem acesso pelo Largo da Praça, no centro da povoação de Casével. Os principais estilos do edifício são o Maneirista e Barroco. Um dos principais elementos da igreja é a torre sineira, que se destaca facilmente da aldeia na paisagem em redor.
No interior, um dos elementos mais importantes era a Cabeça-Relicário de São Fabião, uma peça de ourivesaria do século XIII que ganhou fama como curadora das doenças do gado, e que foi preservada no museu do Tesouro da Basílica Real de Castro Verde.

## História
A Igreja Matriz de Casével foi provavelmente construída em meados do século XIV, embora não se conheça ao certo a data da sua fundação. Na documentação das visitações da Ordem de Santiago, em 1533, refere-se que a igreja tinha sido «derrubada e começada a construir de novo», pelo que o edifício original já devia estar em más condições de conservação quando foram feitas as obras de reconstrução, na primeira metade do século XVI. Porém, nas visitações de 1565 a igreja foi descrita como estando já muito degradada, com fissuras nas paredes, o que denunciava a falta de cuidado por parte dos administradores responsáveis pela sua conservação. O edifício não ficou muito danificado durante o devastador Sismo de 1755, tendo as memórias paroquais de 1758 relatado que tinham sido atingidos ligeiramente a torre sineira e a sacristia. Ainda no século XVIII, foram feitas grandes obras na fachada. O edifício foi alvo de profundas obras de remodelação durante as décadas de 1940 e 1950, tendo a torre sineira sido construída entre 1954 e 1955.
Em 1985 a autarquia de Castro Verde propôs a classificação da igreja, mas em 26 de Novembro de 2008 a Direcção Regional de Cultura do Alentejo emitiu uma proposta para o encerramento do processo, por considerar que o imóvel não possuía valor nacional, tendo o despacho para o encerramento sido publicado em 14 de Janeiro de 2009 pelo Instituto de Gestão do Património Arquitectónico e Arqueológico.
Em 2006, foram feitos trabalhos arqueológicos na zona em redor da igreja, tendo sido descoberto o antigo cemitério de Casével, onde ainda permaneciam os esqueletos de vinte indivíduos, incluíndo ossários de ambos os sexos em cinco sepulturas, que não tinham sido organizadas de forma a dividir entre sexos e idades. Além dos vestígios osteológicos, também foram recolhidos um alfinete de mortalha em bronze e duas moedas dos séculos XV e XVI, identificadas como ceitis.